# 東生駒
東生駒（ひがしいこま）は、奈良県生駒市の町名。現行行政地名は東生駒一丁目から四丁目。郵便番号630-0213。

## 地理
生駒市中部に位置し、北に辻町、西に山崎町、中菜畑、東菜畑、東生駒月見町、南に壱分町、さつき台、東に奈良市と接している。

## 歴史
東生駒ははじめ一丁目から開発された。東生駒川から矢田丘陵山麓にかけて樹枝状に谷が開けていたこの場所は、標高150m、比高30m以下と宅地造成に向いており、昭和39年（1964年）から近鉄不動産により大規模住宅地開発が進められた。昭和43年（1968年）には入居が始まり、住宅地の北西端に東生駒駅が設置される。昭和44年（1969年）、開発地を含む34haが大字東生駒として大字山崎から分離。昭和46年（1964年）、市政施行に伴い東生駒一丁目となり、菜畑町の一部を編入して、面積は42haとなった。
その後、住宅地開発は南へ進んで、二丁目、三丁目、四丁目が設立。昭和48年には生駒東小学校（四丁目）が開校した。
中規模戸建住宅の邸宅が建ち並ぶ駅前の優良住宅地域として熟成している。

### 沿革
- 1969年（昭和44年） - 生駒町山崎から分離し、生駒町東生駒が成立[10]。この時の面積は34ha。
- 1971年（昭和46年） - 生駒市東生駒1丁目となる[10]。また、菜畑町の一部を編入し面積は42haになる。
- 1973年（昭和48年） - 菜畑町の一部を編入し、東生駒2 - 4丁目が成立[10]。
- 1983年（昭和58年） - 一部がさつき台1丁目となる[10]。

## 世帯数と人口
2020年（令和2年）10月1日現在の世帯数と人口は以下の通りである。
| 丁目         | 世帯数    | 人口    |
| ------------ | --------- | ------- |
| 東生駒一丁目 | 1,094世帯 | 2,488人 |
| 東生駒二丁目 | 204世帯   | 450人   |
| 東生駒三丁目 | 362世帯   | 880人   |
| 東生駒四丁目 | 277世帯   | 645人   |
| 計           | 1,937世帯 | 4,463人 |

### 人口の変遷
国勢調査による人口の推移。
| 1995年（平成7年）  | 4,073人 | [ 11 ] |  |
| 2000年（平成12年） | 4,326人 | [ 12 ] |  |
| 2005年（平成17年） | 4,427人 | [ 13 ] |  |
| 2010年（平成22年） | 4,337人 | [ 14 ] |  |
| 2015年（平成27年） | 4,525人 | [ 15 ] |  |

### 世帯数の変遷
国勢調査による世帯数の推移。
| 1995年（平成7年）  | 1,507世帯 | [ 11 ] |  |
| 2000年（平成12年） | 1,616世帯 | [ 12 ] |  |
| 2005年（平成17年） | 1,674世帯 | [ 13 ] |  |
| 2010年（平成22年） | 1,724世帯 | [ 14 ] |  |
| 2015年（平成27年） | 1,809世帯 | [ 15 ] |  |

## 事業所
2016年（平成28年）現在の経済センサス調査による事業所数と従業員数は以下の通りである。
| 丁目         | 事業所数  | 従業員数 |
| ------------ | --------- | -------- |
| 東生駒一丁目 | 119事業所 | 1,277人  |
| 東生駒二丁目 | 32事業所  | 142人    |
| 東生駒三丁目 | 7事業所   | 42人     |
| 東生駒四丁目 | 10事業所  | 66人     |
| 計           | 168事業所 | 1,527人  |

## 交通

### 鉄道
- 近鉄奈良線
  - 東生駒駅

### バス
- 奈良交通
  - 東生駒団地線
  - 帝塚山住宅線
  - 帝塚山スクール線

### 道路
- 国道168号
- 大阪府道・奈良県道702号大阪枚岡奈良線

## 施設
- 生駒市立生駒東小学校
- 生駒市立病院
- 生駒市清掃リレーセンター
- 東生駒郵便局
- KOHYO 東生駒店
- ケーズデンキ 東生駒店